# مارینه گالستیان
مارینه گالستیان (ارمنی: Մարինե Գալստյան؛ ایتالیایی: Mariné Galstyan؛ زادهٔ ۱۴ ژوئن ۱۹۸۰) بازیگر ارمنستانی ساکن ایتالیا است. وی از سال ۲۰۰۰ میلادی تاکنون مشغول فعالیت بوده است و به چهار زبان انگلیسی، ارمنی، ایتالیایی و روسی سخن می‌گوید.

## زندگی‌نامه
وی در سال ۱۹۹۹ از دانشکده هنرهای نمایشی انستیتو دولتی سینما و تئاتر ایروان فارغ‌التحصیل شد و بین سال‌های ۲۰۰۰ تا ۲۰۰۳ میلادی برنامه تلویزیونی “Parnassus” در شبکه ارمنستان ۱ اجرا نمود. مارینه و همسرش سارگیس در سال ۲۰۰۳ به ایتالیا مهاجرت کردند و هم‌اکنون در شهر رم زندگی می‌کنند

## گزیده فیلم‌شناسی
از فیلم‌ها یا مجموعه‌های تلویزیونی که وی در آن‌ها نقش داشته است، می‌توان به جایی در آفتاب اشاره نمود.